# 艾蒂安·吉尔森
艾蒂安·吉尔森（Étienne Gilson，1884年6月13日—1978年9月19日），法国哲学家、历史学家，法蘭西學術院院士，曾在索邦大学，哈佛大学，多伦多及法兰西公学院任教。获荣誉军团十字勋章。专业研究中世纪哲学，依据聖托馬斯·阿奎納的著作主张唯实论哲学，新托马斯主义主要代表人物之一。